# Сергей Родионов
Сергей Родионов (на руски: Сергей Родионов) е съветски и руски футболист и треньор. Майстор на спорта от международна класа (1989).

## Кариера
През 1980-те години, заедно с Фьодор Черенков и Юрий Гаврилов, е главната атакуваща сила на Спартак Москва. В шампионата на СССР има 279 мача и 119 гола.
В средата на 1990-те години на миналия век, заминава за Франция. Въпреки това, периодът му в Ред Стар не е успешен, поради многобройни травми (кръстни връзки на коляното, плешка), поради което той пропуска една година и два месеца. Въпреки това, той получава признание от феновете на клуба за искрената си игра.
След края на кариерата си става треньор, а от 2006 г. е асистент на основния отбор. През декември 2010 г. в Москва завършва 240-часов курс на обучение във Висшето училище по икономика и получава лиценз Pro.

## Отличия

### Отборни
Спартак Москва
- Съветска Висша лига: 1979, 1987, 1989
- Руска Премиер Лига: 1994
- Купа на Русия по футбол: 1994